# Jarrapellejos
Pour plus de détails, voir Fiche technique et Distribution.
Jarrapellejos est un film espagnol réalisé par Antonio Giménez Rico, sorti en 1988.

## Synopsis
1912, Pedro Luis Jarrapellejos dirige La Joya en Estrémadure quand deux de ses partisans commettent un crime atroce qu'il va essayer de couvrir.

## Fiche technique
- Titre : Jarrapellejos
- Réalisation : Antonio Giménez Rico
- Scénario : Antonio Giménez Rico, Manuel Gutiérrez Aragón d'après le roman de Felipe Trigo
- Musique : Carmelo A. Bernaola
- Photographie : José Luis Alcaine
- Montage : Miguel González Sinde
- Production : José Joaquín Aguirre et José G. Blanco Sola
- Société de production : Producciones Cinematográficas Penélope et Televisión Española
- Pays :  Espagne
- Genre : Drame et historique
- Durée : 90 minutes
- Dates de sortie : 
  -  Espagne : 18 février 1988

## Distribution
- Antonio Ferrandis : Pedro Luis Jarrapellejos
- Juan Diego : Saturnino
- Lydia Bosch : Ernesta
- Amparo Larrañaga : Purita
- Joaquín Hinojosa : Juan Cidoncha (as Joaquin Hinojosa)
- Miguel Rellán : Gato
- Aitana Sánchez-Gijón : Isabel
- Carlos Tristancho : Mariano
- Florinda Chico : María del Carmen
- Jose Coronado : Octavio Trillo
- Carlos Lucena : Roque Jarrapellejos
- José Vivó : Conde
- José María Caffarel : Juez
- Concha Leza : la mère d'Ernesta
- Juan Jesús Valverde : le père d'Isabel
- Lola Mateo : la mère d'Isabel
- Juan José Otegui : Fabián
- Flora María Álvaro : la mère de Petra (as Flora Maria Alvaro)
- Abel Vitón : Gabriel Iguarán
- Ana Álvarez : Petra
- Saturno Cerra : Doctor Carrasco

## Distinctions
Le film a été présenté en sélection officielle en compétition lors de Berlinale 1988.